# Jean-Pierre Martin
Jean-Pierre Martin, né le 15 mars 1948 à Nantes, est écrivain, essayiste, professeur émérite de littérature contemporaine à l’université Lumière Lyon 2, membre honoraire de l’Institut universitaire de France.

## Biographie
Jean-Pierre Martin a été élève au lycée Jules-Verne à Nantes. Après une classe préparatoire en Lettres au lycée Louis-le-Grand, il s’inscrit en philosophie à la Sorbonne, où il termine sa licence en septembre 1968.
Militant de la Gauche prolétarienne, il travaille en usine pendant cinq ans, à Saint-Nazaire puis à Saint-Étienne (deux ans à Creusot-Loire comme aide-lamineur).
Il vit ensuite à la campagne : trois ans dans le nord-Finistère, une dizaine d'années en Auvergne. Il y exerce divers métiers : chantiers, artisanat, fabrication et vente de ceintures de cuir et de sabots suédois.
Il fait de nombreux voyages (en particulier en Amérique et en Asie) et travaille le piano jazz.
Il passe une agrégation de lettres en 1987, commence une thèse sur Henri Michaux, enseigne en lycée puis aux États-Unis, à l’Université d’Oregon.
Il est nommé Maître de Conférences à l'Université Lyon 2 en 1993, puis professeur de littérature contemporaine en 2000. Il est élu membre de l’Institut Universitaire de France en 2006 (chaire de littérature du XXe siècle).
De 2011 à 2019, il est membre du comité de rédaction des Temps modernes.
En 1995, il publie dans la NRF ses premiers textes. Ils seront réunis chez José Corti sous le titre Le piano d’Épictète (1995). Ses deux premiers romans sont nourris de ses expériences de l'usine et de la vie artisanale : Le Laminoir (Champ Vallon, 1995), Sabots suédois (Fayard, 2004).
De 1998 à 2003, il consacre cinq ans à enquêter, voyager, interroger des témoins, déchiffrer des archives, pour une biographie d’Henri Michaux (Gallimard, 2003).
De 2006 à 2010, il publie des essais à la croisée de l'anthropologie et de la littérature. Ils proposent une lecture des grands textes de la littérature et de la pensée critique. Deux volumes paraissent en 2006 et 2010 au Seuil dans la collection « Fiction & Cie » : Le Livre des hontes et Éloge de l'apostat.
En 2011, il publie un livre qui ausculte les clichés et lieux communs de l’enseignement et de la critique et propose une thérapie par la littérature (Les Écrivains face à la doxa, Corti).
En 2011, il publie Les Liaisons ferroviaires (Champ Vallon, 2011). Les personnages se rencontrent, par hasard, dans la voiture 16 d’un TGV, entre Marseille et Bruxelles : une psychanalyste, un ethnologue, un footballeur, une universitaire, un contrôleur, un commercial de bord… Ce roman-conversation a figuré dans la sélection 2011 du prix France Culture-Télérama.
En 2011 et en 2013, il publie deux récits dans la collection « L'un et l'autre » chez Gallimard dirigée par JB Pontalis. En 2011, paraît un portrait de Queneau, qui est aussi un autoportrait, Queneau losophe. En 2013, L'Autre Vie d'Orwell raconte comment, pendant les trois dernières années de sa vie, Orwell s'est retiré dans une île des Hébrides intérieures, menant une vie de pionnier et écrivant 1984.
En 2016, La nouvelle surprise de l'amour, roman publié chez Gallimard, raconte une sorte d'éducation sentimentale à rebours : la rencontre avec une jeune femme bouleverse l'existence du narrateur. Le sujet a déjà exploré, en particulier chez Philip Roth et Romain Gary, mais ici, le héros devient père tardif.
En 2019, paraît Real Book, Autopianographie (Seuil, coll. « Fiction & Cie »). C'est un hymne à la musique de jazz comme forme de vie. C'est aussi une méditation sur les vocations secrètes, étouffées ou renaissantes. A cette occasion, le journal Le Monde lui consacre une page « Rencontre ».
La même année, Jean-Pierre Martin est lauréat de la bourse Cioran pour La Curiosité, Une raison de vivre (Autrement, coll. « Les grands mots »). Dans cet essai entre littérature et philosophie, l'auteur présente la curiosité comme une vertu, un élan salutaire, un antidote à l'indifférence.
Le 12 mai 2020, pendant la crise sanitaire, il publie Lettre sur l'amitié (Gallimard, coll. « Le chemin »).
En 2020, le roman Mes Fous (L'Olivier), paru à la rentrée littéraire de 2020, est finaliste du prix Médicis, en deuxième sélection du prix Goncourt et sélectionné pour le prix Goncourt des lycéens.
Selon Pierre Assouline : 

« Ce roman est un enchantement. Une drôlerie irrésistible tempérée par la douceur du ton et la mélancolie du propos. Un régal de lecture plus profond que sa légèreté le laisse à croire. »

Camille Laurens, dans Le Monde des Livres, écrit : 

« Bien qu’il n’en porte pas mention, Mes fous est un roman, et des plus nécessaires, dans la mesure où son monde imaginaire, riche de personnages à la fois étranges et familiers, dévoile la réalité du nôtre. En vérité, sa cohorte de branques nous étreint le cœur en nous montrant ce que nous ne voulons pas voir : que nous sommes tous en équilibre instable, tous funambules. »

Pour Alexis Buffet, dans Libération, c’est « un roman pour notre temps, d'une grande actualité existentielle. »
En 2022, Jean-Pierre Martin publie Le Monde des Martin (L’Olivier) qui rassemble « des vies de saints, de soldats, de missionnaires, de colons, de héros, de salauds, d’escrocs, d’artistes, d’explorateurs, du ive siècle à nos jours, pour la plupart, des oubliés ou des anonymes, ayant un seul point commun, leur nom de famille : Martin. » (quatrième de couverture) 
Dans Télérama, Nathalie Crom présente ce livre comme « la fabuleuse odyssée d'un patronyme ordinaire » :

« À travers une inoubliable galerie de portraits, l’écrivain philosophe Jean-Pierre Martin nous conte l’histoire picaresque de son nom de famille, particulièrement répandu, du Moyen Âge à nos jours. »

Camille Laurens, dans Le Monde : « Jean-Pierre Martin signe une hilarante parodie de généalogie [...] Le Monde des Martin, perecquienne "tentative d’épuisement d’un nom ", truffé de clins d’œil aux grandes œuvres, est un merveilleux hommage à la littérature ».
Sylvie Tanette, dans Les Inrockuptibles : « L'essayiste et romancier crée une fresque monumentale et réussie rassemblant celles et ceux qui portent son nom. ».
A la Maison de la poésie, le 10 février 2022, au cours d’une performance intitulée « Dans la fabrique du Monde des Martin », des passages du livre ont été lus par Laurent Stocker et l’auteur a donné à entendre et à voir une partie de son matériau de travail,.
En 2024, dans le récit N’oublie rien (L’Olivier), Jean-Pierre Martin raconte soixante et un jours d'incarcération à l'isolement vécus en 1970 à la maison d’arrêt de Saint-Nazaire pour « apologie du crime d’incendie volontaire ». Il avait vingt deux ans, était militant de la Gauche prolétarienne, ouvrier établi à Sud Aviation, et il a été incarcéré pour avoir distribué un tract justifiant l’attaque au cocktail Molotov de la direction des Chantiers de l’Atlantique. C'était en réplique à une série d’accidents du travail qui ont entraîné la mort de plusieurs ouvriers.
Fabrice Gabriel, dans Le Monde : « C’est la simple et grande beauté du livre : faire partager quelque chose comme un examen de conscience, un voyage à l’intérieur de soi, une méditation à vif sur le sens de ses relations avec les autres. »
Bertrand Leclair, dans AOC : « Le fait que le présent d’hier et celui d’aujourd’hui se superposent au point de parfois se confondre, est ce qui confère à N’oublie rien sa puissante justesse émotionnelle, une force de vérité qui excède l’intérêt pourtant patent de son matériau désormais historique. »
Jean-Claude Raspiengas, dans La Croix : « Cette chronique d'un passage en prison, réflexion sur la réclusion et carnet de bord d'une rude traversée en solitaire sans horizon, acide sur la révolte, empathique pour les autres détenues, tranche par une forme d’élégance dans le style.  »

## Œuvres

### Romans et récits
- N'oublie rien, L'Olivier, 2024.
- Le Monde des Martin, L'Olivier, 2022.
- Mes fous, L'Olivier, 2020.
- Real Book, autopianographie, Seuil, coll. « Fiction & Cie », 2019, 236 p.,  (ISBN 978-2-0214-1133-1).
- La nouvelle surprise de l'amour, Gallimard, 2016.
- L'autre vie d'Orwell, Gallimard, « L'un et l'autre », 2013.
- Les Liaisons ferroviaires, roman, Champ Vallon, 2011 (rééd. « J'ai lu », 2013).
- Queneau losophe, Gallimard, « L'un et l'autre », 2011.
- Sabots suédois, roman, Fayard, 2004.
- Corner-line, Paroles d'Aube, 1998 (épuisé).
- Le Piano d'Épictète, récits, Éditions José Corti, 1995.
- Le Laminoir, roman, Champ Vallon, 1995.

### Essais
- Lettre sur l'amitié, Gallimard, coll. « Le chemin », 2020.
- La curiosité, Une raison de vivre, Autrement, coll. « Les Grands mots », 2019.
- Les Écrivains face à la doxa, José Corti, 2011.
- Éloge de l'apostat, essai sur la vita nova, Seuil, coll. « Fiction & Cie », 2010 (rééd. Le livre de Poche, « Biblio essais », 2013).
- Le Livre des hontes, Seuil, coll. « Fiction & Cie », 2006 (Grand Prix de la critique, sélection du prix Renaudot essais) (traduit en russe et en roumain)(rééd. Gallimard, « Folio essais », 2017, sous le titre "La honte").
- Henri Michaux, biographie, Gallimard, 2003 (Prix Louis Barthou de littérature générale de l’Académie française).
- Henri Michaux, ADPF-Publications, Éditions des Affaires Étrangères, 1999.
- La Bande sonore : Beckett, Céline, Duras, Genet, Perec, Pinget, Queneau, Sarraute, Sartre, Éditions José Corti, 1998.
- Contre Céline ou D'une gêne persistante à l'égard de la fascination exercée par Louis Destouches sur papier Bible, Éditions José Corti, 1997.
- Henri Michaux, écritures de soi, expatriations, Éditions José Corti, 1994 (Prix Rhône-Alpes du livre 1994).

### Direction d’ouvrages
- Bourdieu et la littérature, Cécile Defaut, 2010.
- Colères d’écrivains (avec Martine Boyer-Weinmann) Cécile Defaut, 2009.
- Écrire après Auschwitz (avec Karsten Garscha et Bruno Gelas), P.U.L., 2006.
- L’invention critique, Cécile Defaut, 2004.
- Lire Perros (avec Jean-Claude Corger), P.U.L., 1995.

### Responsabilités éditoriales
- Annie Ernaux, La passion d’écrire, Le Monde, hors série, avril 2023.
- L'énigme Artaud, Les Temps Modernes , N° 687 , mars 2016 .
- Ouvriers volontaires. Les années 68 - l'établissement en usine, Les Temps Modernes, N°684, octobre 2015.
- Critiques de la critique, Les Temps Modernes, no 672, janvier-mars 2013.
- Marguerite Duras, la voix et la passion, Le Monde, hors-série « Une vie, un écrivain », août-octobre 2012.

### Collaborations à des ouvrages collectifs
- Les Mots de la musique, sous la direction de Franck Médioni, Fayard, 2024.
- Mystère Monk, dirigé par Franck Médioni, éditions Seghers, 2022.
- Dictionnaire des mots parfaits, dirigé par Belinda Cannone et Christian Doumet,éditions Thierry Marchaisse, 2019.
- Claude Lanzmann, Un voyant dans le siècle, Gallimard, 2017.
- Dictionnaire des mots manquants, dirigé par Belinda Cannone et Christian Doumet,éditions Thierry Marchaisse, 2016.
- Poésie de langue française 1945-1960, P.U.F., 1995, sous la direction de Marie-Claire Bancquart, (rédaction de deux chapitres : « Figures du temps », p. 113 à 133 ; « Critiques de la raison poétique », p. 247 à 275).
- Dictionnaire de poésie moderne et contemporaine française et francophone, dirigé par Michel Jarrety, P.U.F., 2001.

### Choix d'articles
- « Mary Lou Williams l’exceptionnelle » dans Les Mots de la musique, sous la direction de Franck Médioni, Fayard, 2024.
- « Au dedans, un tout autre lui-même », sur L'écrivain comme personne de Patrick Kéchichian, AOC, 4 mai 2023.
- « La France se rééduque », AOC fiction, 23 avril 2023.
- « Pour une éthique de la curiosité », AOC, 23 octobre 2019.
- Le mot « vie » dans Dictionnaire des mots parfaits, éditions Thierry Marchaisse, 2019.
- « La voix et la vie », dans Claude Lanzmann, un voyant dans le siècle, Gallimard, 2017.
- « Artaud, la révolution et l’absolu », avant-propos dans L’énigme Artaud, Les Temps modernes, Gallimard, janvier-avril 2016.
- « Un mot manquant entre fuite, exil et renaissance », dans Dictionnaire des mots manquants, éditions Thierry Marchaisse, 2016.
- « Avant-propos, L’épreuve du réel » et « Ouvrier sérieux, pas de problème particulier », dans Ouvriers volontaires les années 68, l’établissement en usine, Les Temps modernes, Gallimard, juillet-octobre 2015.
- « Lettre à Charles Péguy au sujet de l’amitié », Europe, Péguy, août-septembre 2014.
- « Voilà un grand prophète », hors-série Céline, Le Monde, juillet-août 2014.
- « Classe ouvrière, tout le monde décent ! » (à propos d’Orwell), Philosophie magazine, Peut-on être honnête et réussir ?, février 2014.
- « P.S. pour J.-B. », hommage à J.-B. Pontalis, Le Magazine littéraire no 529, mars 2013.
- « Avant-propos » dans Critiques de la critique, Les Temps modernes, Gallimard, janvier mars 2013.
- « Sartre et les garçons : entre l’amitié fédératrice et la brouille », Revue des sciences humaines, décembre 2012.
- « Contre l’amitié », Le Magazine littéraire, « Ce que la littérature sait de l’autre », no 526, décembre 2012.
- « Je pense donc j’en ris », Le Magazine littéraire, dossier Queneau, no 523, septembre 2012.
- « Vu de mars, une bagatelle », Télérama, hors série, n° spécial Céline, 2011, p. 88-90.
- « Les petits chevaux de Tarquinia », Le magazine littéraire/Marianne, n° spécial « Les livres de l’été », juin 2011.
- « Jean-Pierre Martin rend hommage à Queneau », Le magazine littéraire et la Mel, texte en ligne sur des documents INA projetés dans le cadre d’une conférence au Petit Palais, avril 2011.
- « Faut-il publier les pamphlets de Céline ? », Les Inrockuptibles, n ° 795, 23 février 2011.
- « Perros, les livres et la vie immédiate », Europe, numéro spécial Georges Perros mars 2011.
- « Le Munich des écrivains français. Entre fantasme et politique », Revue d’histoire littéraire de la France, mai 2010.
- « Une autre histoire de mai 68 », Critique, mars 2010.
- « Du régime de pensée propre à la littérature », Littérature, mars 2010.
- « L’instant qui décida de ma vie », Poétique, février 2010.
- « Les corps livresques », Critique, décembre 2009.
- « La littérature nous dirait-elle quelque chose plutôt que rien ? », Les Temps modernes, septembre-octobre 2009.
- « L’autodissolution (Benny Lévy et le dernier Sartre) », Critique, décembre 2008.
- « Barthes et la Vita Nova », Poétique, novembre 2008.
- « Céline l’infréquentable » (avec Philippe Sollers), dans Alain Finkielkraut, Ce que peut la littérature, Stock, 2006.
- « Fragments d’un discours honteux », NRF, juin 2006.
- « Dialogues romanesques à fleur de peau », Revue des sciences humaines, janvier-mars 2004.
- « Henri Michaux : "Moi je veux voir et vivre "», Les Temps Modernes, mai-août 2003.
- « Le critique et la voix : la double injonction », Études françaises, vol. 39, no 1,‎ 2003, p. 13-23 (lire en ligne)
- « Raymond Queneau, sa vie, son œuvre », Europe, février 2003.
- « Inconvenance de Sarraute », Le fait de l'analyse, septembre 2000.
- « Les né-fatigués me comprendront », Littérature, spécial Michaux, juin 1999.
- « De quelques mots en sourdine », et « Michaux dans la Pléiade », Le Magazine littéraire no 364, avril 1998
- « Des sourds et des scatteurs », Europe, « Jazz et littérature », août-septembre 1997.
- « Kaminski scandale », Postface à Kaminski, Céline en chemise brune, Éditions des Mille et une nuits, 1997.
- « Robert Pinget par ouï-écrire », Poétique, septembre 1995.
- « Raymond Queneau : le roman à voix basse », Poétique, septembre 1994.
- « Le ravissement de l'écrivain », Critique, avril 1992.
- « L'écriture de soi traversée par l'histoire : Épreuves, exorcismes d'Henri Michaux », Revue d'Histoire Littéraire de la France, no 4-5, juillet / octobre 1991.

## Prix et distinctions
- 2020 : deuxième sélection prix Goncourt ; sélection prix Goncourt des lycéens ; finaliste prix Médicis.
- 2019 : bourse Cioran
- 2011 : sélection prix France-culture / Télérama
- 2006 : grand prix de la critique sélection prix Renaudot essai
- 2004 : prix Louis-Barthou de littérature générale de l’Académie française
- 1994 : prix Rhône-Alpes du Livre